# Jet Force Gemini
Jet Force Gemini è un videogioco del 1999 sviluppato e pubblicato da Rare per Nintendo 64. Appartenente al genere sparatutto in terza persona, è stato realizzato dallo stesso team che aveva sviluppato Blast Corps. Il gioco è stato distribuito in Giappone con il titolo Star Twins (スターツインズ?). Lo sparatutto è incluso nella raccolta Rare Replay per Xbox One pubblicata nel 2015.

## Modalità di gioco
Jet Force Gemini presenta due modalità di gioco multigiocatore, di cui una modalità cooperativa con due giocatori, priva del classico sistema split screen.